# ساگوا لا گراند
ساگوا لا گراند (به اسپانیایی: Sagua la Grande) یک منطقهٔ مسکونی در کوبا است که در استان ویا کلارا واقع شده‌است. ساگوا لا گراند ۶۶۱ کیلومتر مربع مساحت و ۵۶٬۰۹۷ نفر جمعیت دارد و ۱۵ متر بالاتر از سطح دریا واقع شده‌است.